# یاچینکی
یاچینکی (به لاتین: Jacinki) یک روستا در لهستان است که در گمینا پولانوو واقع شده‌است. یاچینکی ۲۲۱ نفر جمعیت دارد.